# Marconnelle
Marconnelle település Franciaországban, Pas-de-Calais megyében. Lakosainak száma 1076 fő (2022. január 1.). Marconnelle Guisy, Capelle-lès-Hesdin, Bouin-Plumoison és Hesdin-la-Forêt községekkel határos.

## Népesség
A település népességének változása:
| Lakosok száma | 1172 | 1152 | 1165 | 1134 | 1116 | 1099 | 1090 | 1085 | 1076 |
|               | 2013 | 2015 | 2016 | 2017 | 2018 | 2019 | 2020 | 2021 | 2022 |